# Политический капитал
Политический капитал — политический термин, который означает доверие, репутацию и влияние, которыми располагает политик в своих отношениях с обществом и другими политическими деятелями. Репутация (гудвилл) — это своего рода валюта, которую политики могут использовать для мобилизации электората или на проведение политических реформ.

## Виды политического капитала
Некоторые теоретики проводят различия между репутационным и представительным политическим капиталом. Репутационный капитал политика — это оценка доверия к нему и его надёжности. Эта форма капитала аккумулируется за счет поддержания последовательного политического курса и идеологических взглядов. Представительный капитал — это оценка влияния политика на формирование политического курса. Эта форма капитала аккумулируется за счёт опыта и стажа службы в руководящих должностях. Таким образом, политический капитал — репутационный и представительный — это продукт отношений между общественным мнением, политической должностью (законодательными наградами и наказаниями) и политическими суждениями (качеством принятия решений).

## Динамика политического капитала
Политик набирает политический капитал путём победы на выборах; путём проведения политического курса, который пользуется общественной поддержкой; реализацией общественно значимых инициатив; путём оказания услуг другим политикам или фирмам. Политический капитал, как и любой социальный капитал, основан на взаимодействии различных лиц, на взаимности оказываемых ими услуг.
Политический капитал может быть потрачен как с пользой, так и впустую, как правило, из-за неудачных попыток продвигать непопулярный политический курс, который не является центральным для повестки дня. Президент Джордж Буш утверждал, что заработал «политический капитал» после выборов 2004 года.
Политический капитал, заработанный политическим лидером, может распространяться на поддерживающих его политиков, например в Соединённых Штатах, где конгрессмены иногда «едут на фалдах» вновь избранного президента.